# Medaille voor Militaire Verdienste (Beieren)
De Beierse Medaille voor Militaire Verdienste (Duits: Militär-Verdienstmedaille) werd van 1794 tot 1918 uitgereikt. In de 18e eeuw was het lidmaatschap van de ridderorden het privilege van de adel en burgers. Zij die in een orde werden opgenomen, verwierven in Duitsland tot ver in de 19e eeuw adeldom.
Een dergelijke automatische nobilering was een hindernis voor een decoratiesysteem waarin ook militairen met een lagere rang voor hun dapperheid of verdienste werden gedecoreerd. Zo ontstond naast de Beierse ridderorden en de in 1792 ingestelde  Medaille voor Burgerlijke Verdienste deze medaille voor het Beierse leger. De medaille was vooral voor verdienstelijke maar niet leidinggevende militairen gedacht.
De eerste medaille werd door de vooruitstrevende Keurvorst Carl Theodor van Beieren ingesteld en droeg ook zijn beeltenis.
De medaille werd onder andere verleend aan de Tiroler boeren die aan Beierse zijde tegen Oostenrijk vochten.

## De versies van de medaille
- Zilveren medaille met portret van Carl Theodor 1794 - 1797
- Zilveren medaille met portret van Carl Theodor 1794 - 1797
- Gouden medaille met portret van Maximilian Joseph IV van Beieren 1805
- Zilveren medaille met portret van Maximilian Joseph IV van Beieren 1805
- Gouden medaille met portret van Max Joseph I van Beieren 1806 - 1918

Voor deze medaille zijn in de loop van de eeuw diverse stempels vervaardigd. Zij dragen een kleiner portret van Koning Max Joseph.
- Zilveren medaille met portret van Max Joseph I van Beieren 1806 - 1918

Voor deze medaille zijn in de loop van de eeuw diverse stempels vervaardigd.
- De massief gouden medaille uit de oorlogen van 1870/71 en 1914- 1918. Deze medaille werd tot 1921 uitgereikt en draagt de signatuur van stempelsnijder J.Ries.
- De verguld zilveren medaille uit de oorlogen van 1870/71 en 1914- 1918. Deze medaille werd tot 1921 uitgereikt en draagt de signatuur van stempelsnijder J.Ries.

Tot 1918 is men dus een medaille met de beeldenaar van de eerste Beierse koning blijven gebruiken.
De medaille was rond en droeg op de voorzijde het portret van de koning of keurvorst met het randschrift MAXIMILIAN JOSEPH CHURFÜRST ZU PFALZBAYERN en na 1 januari 1806 MAXIMILIAN JOSEPH KÖNIG VON BAYERN en op de keerzijde steeds de tekst DER TAPFERKEIT rond een afbeelding van een gekroonde Beierse leeuw die een zwaard vasthoudt en leunt op een Beiers wapenschild met een kroon en twee gekruiste zwaarden als hartschild.
De medailles waren van massief goud of zilver en in oorlogstijd ook wel van verguld zilver en werden met behulp van een aan de medaille bevestigde ring op de borst gedragen. Het lint was zwart met een wit met hemelsblauwe bies. De gedecoreerde kreeg een diploma waarin zijn benoeming werd bevestigd en waarin ook de dappere daad die hem deze medaille opleverde werd beschreven. Men droeg de medaille na het IJzeren Kruis en de ridderorden maar vóór de andere Beirese onderscheidingen en kruisen van verdienste.
De medaille was niet verbonden aan de Militaire Max Jozef-Orde of de Orde van Militaire Verdienste.

## Gedecoreerde
- Wilhelm Grimm, (2e Klasse met Kroon en Zwaarden)